# Ейсид-рок
Ейсид-рок (англ. Acid rock) — слабко визначений тип рок-музики, який розвивався з руху гаражного панку середини 1960-х років і допоміг запустити психоделічну субкультуру. Для цього напряму характерні довгі інструментальні соло та музичні імпровізації, мале використання вокалу (часто композиції бувають інструментальними). Його відмінності від інших жанрів можуть бути незначними, так як більша частина напряму накладається на панк 60-х, прото-метал і ранній важкий хард-рок на основі блюзу.
«Ейсид-рок» виконувався великою кількістю психоделічних рок-гуртів, які знаходились під впливом «San Francisco Sound» та грали гучну, «важку» музику з імпровізованими соло.

## Історія та використання терміна
Ейсид-рок отримав свою назву через те, що він слугував в якості «фонової» музики для ЛСД-тріпів в андерграундних тусовках 1960-х років (англ. «acid» — дослівно «кислота», сленгова назва ЛСД). У інтерв'ю Rolling Stone Джеррі Гарсія цитує члена гурту Grateful Dead Філа Леша, заявивши: «Ейсид-рок — це те, що чуєш, коли прийняв ЛСД». Термін «Ейсид-рок», як правило, еквівалентний психоделічному року. Журнал Rolling Stone називає ранню творчість Pink Floyd «ейсид-роком». У червні 1967 року журнал Time написав: «Музичні автомати по всій країні грають ейсид-рок: Jefferson Airplane, The Doors, Moby Grape». У 1968 році журнал Life назвав The Doors «королями ейсид-року».
Термін часто використовувався в період свого розквіту наприкінці 1960-х та початку 1970-х років, але тепер вийшов із уживання та використовується лише як засіб передачі атмосфери цієї музики в історичному контексті.
Коли хард-рок и хеві-метал стали популярними на початку та в середині 1970-х років, термін «ейсид-рок» іноді помилково застосовувався до цих жанрів. Наприклад, до цього жанру зазвичай зараховують хард-рок виконавців Еліса Купера, Vanilla Fudge и Deep Purple.
Багато гуртів, що пов'язані з ейсид-роком, мали на меті створити молодіжний рух, заснований на любові та мирі, як альтернативу трудоголічному капіталістичному суспільству. Девід П. Сзетмар стверджує, що «легіон рок-гуртів, що грають так званий "ейсид-рок", стояв в авангарді руху за культурні зміни».
Виступи наживо в танцювальних клубах супроводжувались світловими шоу в психоделічній тематиці, щоб відтворити візуальні ефекти кислотного досліду.

## Еволюція від гаражних гуртів
Виникший на початку 1960-х рр. гаражний панк був в основному американським рухом, в якому брали участь натхненні R&B гаражні гурти, що грали на електрогітарах та електроорганах. Це була сфера непідготовлених підлітків, що були зациклені на звукових ефектах, таких як wah-wah та fuzz tone, і в значній мірі спирались на рифи. Пізніше музика розмилася в психоделію. Американські гаражні групи, які почали грати психоделічний рок, зберегли недоопрацьованість та енергію гаражного року, включивши важкий дисторшн гаражного року та багатошарові звукові ефекти в свої версії психоделічної музики, породжуючи "ейсид-рок".

## Відмінності від іншого психоделічного року
Ейсид-рок часто охоплює більш екстримальну сторону жанру психоделічного року і часто вміщує гучний, імпровізований та гітарно-центрований звук. Ейсид-рок також був описаний як більш електричний та вміщующий більше спотворень, аніж типовий психоделічний рок. Для ейсид-року характерні довгі гітарні соло та часте використання електронних органів. Посилання на вживання наркотиків, таких як ЛСД, також були розповсюджені, але часто були завуальовані, про що свідчать пісні Jefferson Airplane "White Rabbit" та Jimi Hendrix Experience "Purple Haze". 
В той час, коли багато з британських психоделічних гуртів грали чудакуватий або сюрреалістичний психоделічний рок, велика кількість американських рок-гуртів 1960-х років, особливо з Західного узбережжя, розробили грубішу чи жорсткішу версію психоделічного року, що вміщувала енергію гаражного року.  

## Перехід до хард-року та хеві-металу
Хеві-метал розвивався з психоделічної музики і додав психоделічний/ейсид-рок в основну структуру блюзового року. В 1960-х важкий психоделічний хард-рок під впливом блюзу таких гуртів, як Jimi Hendrix Experience, Deep Purple та Cream, був класифікований як ейсид-рок. Інші гурти ейсид-року, такі як Blue Cheer, Iron Butterfly та Vanilla Fudge, слугували прикладами раннього хеві-металу або прото-металу, створюючи урізаний, гучний, інтенсивний та "нечіткий" ейсид-рок або хард-рок. Такі гурти, як Blue Cheer, Cream та хард-рок гурт The Amboy Dukes, були описані як "керівні практики" складнішого варіанту психоделічного року, відомого як "ейсид-рок". Велика кількість гуртів ейсид-року згодом стали хеві-металічними гуртами.
До початку 1970-х років такі гурти, як Deep Purple, Led Zeppelin та Black Sabbath, об'єднали гучний грубий дисторшн ейсид-року з окультною лірикою, ще більше сформувавши основу для жанру, відомого зараз як "хеві-метал". В той час, коли рок-музика почала повертатись до зорієнтованому корінням софт-року, велика кількість гуртів ейсид-року перетворились в хеві-метал гурти. Як свій власний рух, музика хеві-металу продовжувала увічнювати характеристики гуртів ейсид-року, принаймні, в 1980-х, і сліди психоделічного року можна зустріти в музичних ексцесах більш пізніх метал-гуртів.
В додаток до хард-року та хеві-металу ейсид-рок також породив рух прогресив-року. У 1970-х роках психоделічна рок-музика поділилась на два помітних напрями, перетворившись в хард-рок та хеві-метал гуртів  Black Sabbath, Deep Purple та Led Zeppelin з одного боку та в прогресив-рок таких гуртів, як Pink Floyd та Yes з другого. Такі гурти, як Yes, Pink Floyd, King Crimson та Emerson, Lake, and Palmer деякий час підтримували психоделічний музичний рух, але в кінцевому підсумку перейшли від музики на тему наркотиків до експериментів в електронній музиці та додаванню класичних музичних тем в рок-музику.